# Podzemna željeznica Nižnji Novgorod
Podzemna željeznica u Nižnji Novgorodu (rus. Нижегородское метро) otvorena je 1985. godine, a sastoji se od 15 postaja na 2 linije, duž 21,6 kilometara. U 2002. godini, ovom podzemnom željeznicom preveženo je 60 milijuna putnika. 
Planovi za izgradnju podzemne željeznice u Nižnji Novgorodu nastali su u vrijeme, kada je nastao sovjetski koncept izgradnje podzemne željeznice u svakom gradu, koji prelazi milijun stanovnika. Nižnji Novgorod dosegao je potreban broj stanovnika sredinom 70.-ih godina 20. stoljeća, što je omogućilo lokalnoj vlasti pripremu idejnoga projekta izgradnje. Gradnja prvoga dijela počela je krajem 1977. godine. Svečano otvorenje bilo je održano 20. studenoga 1985. To je bila treća podzemna željeznica u Rusiji i deseta u bivšem Sovjetskom Savezu. 
Dana, 8. kolovoza 1987., podzemna željeznica je proširen s dvije nove postaje. Nakon raspada SSSR-a, tempo izgradnje novih postaja je znatno usporen, razlog su ekonomski i socijalni problemi, a prije svega činjenica da je državni proračun imao manje novaca za investicije. Unatoč ovim poteškoćama, 1993., pokrenuta je druga linija koja se pruža između postaja Moskovskaja i Burnakovskaja. Trenutno je u izradi produljenje do dijela desne obale grada.